# Tōrāh
La tōrāh o torah (in ebraico תּוֹרָה‎?, lett. "istruzione, insegnamento"; italianizzata anche in torà) è il riferimento centrale dell'ebraismo e il termine ha una vasta gamma di significati:
- può significare più specificamente i primi cinque dei 39 libri del Tanakh (detti Pentateuco dai cristiani). Essi comprendono l'insieme degli insegnamenti e precetti riconosciuti dagli ebrei come rivelati da Dio tramite Mosè;
- nella letteratura rabbinica esso denota sia i primi cinque libri biblici, detti Tōrāh shebichtav (in ebraico תורה שבכתב‎?, lett. "tōrāh che è scritta"), sia la tōrāh orale (in ebraico תורה שבעל פה‎?, tōrāh shebe'al peh, lett. "tōrāh che è detta"), codificata per iscritto nel Talmud, Midrash e in altri testi rabbinici, che comprende le interpretazioni e ampliamenti che, secondo la tradizione rabbinica, sono stati trasmessi di generazione in generazione;[5]
- un insegnamento che offre un sistema di vita per coloro che lo seguono: può designare la narrazione continua dalla Genesi alla fine del Tanakh, come può anche indicare la totalità della cultura e della pratica ebraiche[6].

Comune a tutti questi significati è il convincimento che la tōrāh sia costituita dalla narrazione fondante degli ebrei: la loro chiamata in essere da Dio, le loro sofferenze e tribolazioni, e il loro patto con Dio, che implica la fedeltà a un modo di vita incorporato in una serie di obblighi morali e religiosi e di leggi civili (halakhah).
Secondo la tradizione rabbinica, tutti gli insegnamenti presenti nella tōrāh, sia scritti sia orali, furono dati da Dio al profeta Mosè, alcuni sul monte Sinai e altri presso il tabernacolo, e tutti furono scritti e raccolti da Mosè nella tōrāh attuale. Secondo un Midrash, la tōrāh fu creata prima della creazione del mondo, e fu usata come matrice per la creazione.

## Etimologia

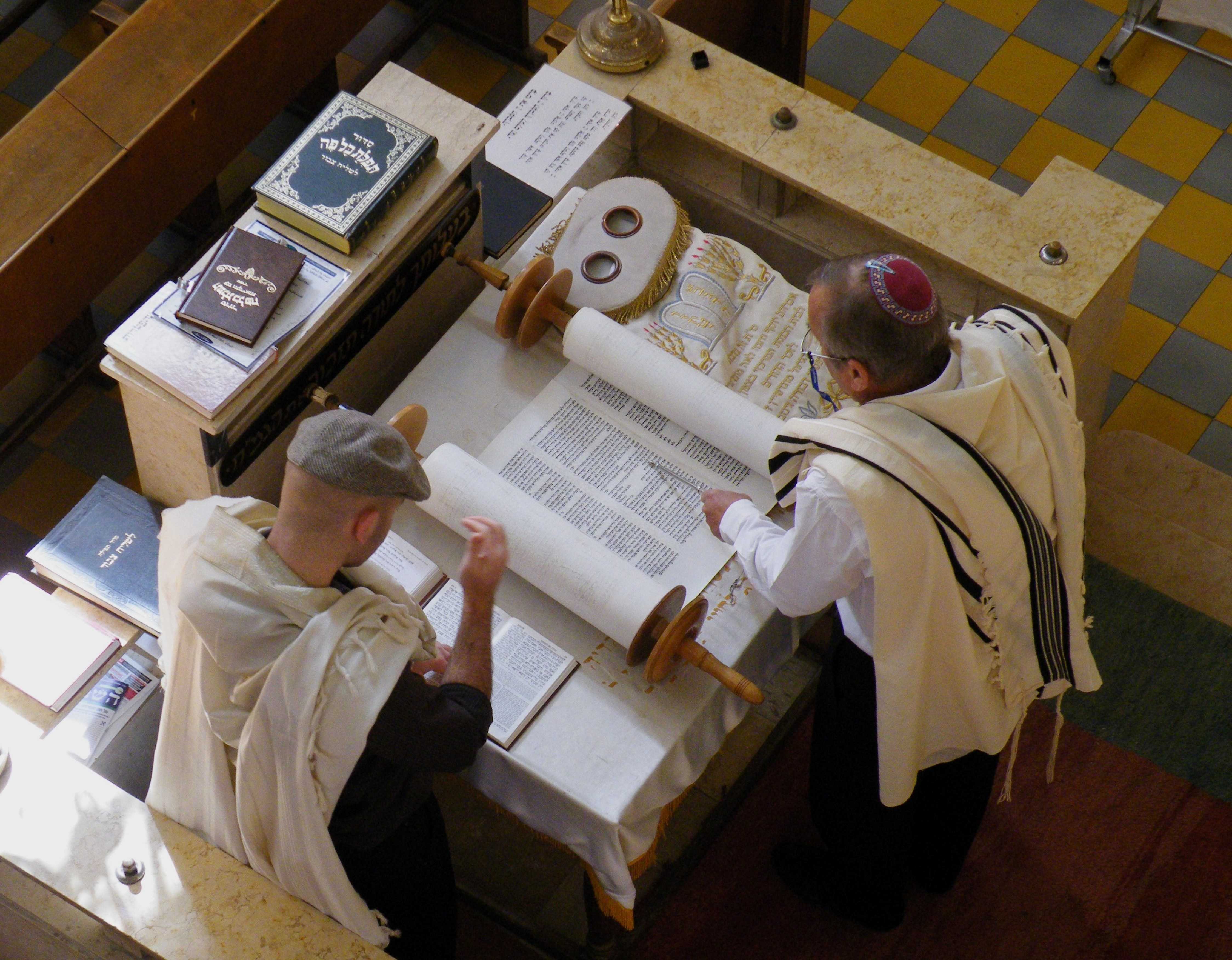
Lettura della Torah.

La parola Torah in ebraico deriva dalla radice ירה‎, che nella coniugazione hif'il significa "guidare/insegnare" (cfr. Levitico 10:11). Il significato della parola pertanto è "insegnamento", "dottrina", o "istruzione"; il termine comunemente accettato di "legge" fornisce un'impressione errata. Altri contesti traduttivi includono via sapienziale, tradizione, teoria, guida, oppure sistema.
L'ampiezza di significato del termine Torah è stata la causa per includervi sia la legge scritta nella Tanak sia la legge orale dell'ebraismo rabbinico, in modo da comprendervi l'intera gamma degli insegnamenti religiosi ebraici autorevoli nel corso di tutta la storia, tra cui la Mishnah, il Talmud, il Midrash e altro. L'interpretazione di Torah soltanto come "Legge" potrebbe essere un ostacolo al capire l'ideale racchiuso nel talmud torah (תלמוד תורה‎, "studio della Torah").
La parola Torah è stata tradotta col greco nomos (legge) e col latino lex.

## Altre denominazioni

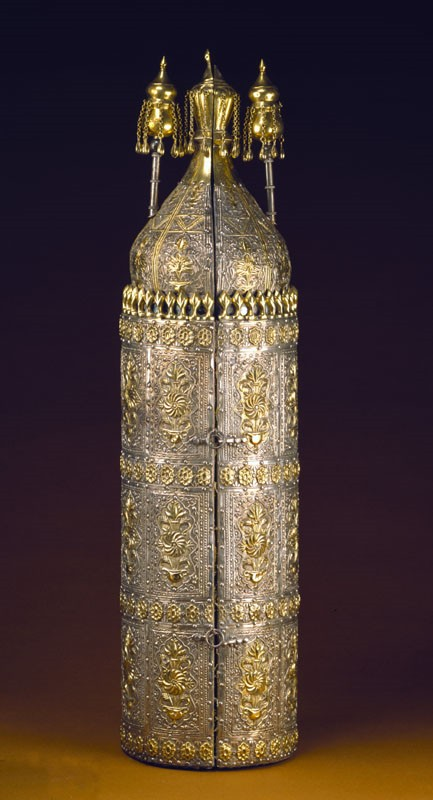
Scrigno della Torah in argento (Impero ottomano), Musée d'Art et d'Histoire du Judaïsme, Parigi.

### Nel Tanakh stesso
Il primo nome dato alla prima parte della Bibbia sembra essere stato "La Torah di Mosè"; tale titolo però non si ritrova né nella Torah stessa, né nelle opere preesiliche babilonesi dei Profeti (Neviìm). Appare nel Libro di Giosuè (8:31–32;23:6) e nei Libri dei Re (2:3; 14:6;23:25), ma non si può asserire che si riferisca all'intero corpus (secondo la critica biblica accademica). In contrasto, pare quasi certo che il suo uso nelle opere postesiliche (Malachia 3:22; Daniele 9:11,13; Esdra 3:2;7:6; Neemia 8:1; 2 Cronache 23:18;30:16) fosse inteso come onnicomprensivo.
Altri titoli del primo periodo sono Il Libro di Mosè (Esdra 6:18; Neemia 13:1; "Cronache 35:12;25:4; cfr. 2 Re 14:6) e Il Libro della Torah (Neemia 8:3), che sembra essere una contrazione di un titolo più lungo, Il Libro della Torah di Dio (Neemia 8:8, 18;10:29–30; cfr. Neemia 9:3).

### Nel mondo greco e poi occidentale
I biblisti cristiani usualmente fanno riferimento ai primi cinque libri della Bibbia ebraica col titolo Pentateuco (in greco antico: πεντάτευχος?, pentateucos, "cinque astucci"), termine usato per la prima volta dall'ebraismo ellenistico di Alessandria d'Egitto, per indicare i contenitori dei rotoli di papiro su cui i cinque libri erano scritti.
Nel Nuovo Testamento i cinque libri sono chiamati semplicemente "la Legge", o Legge mosaica.

### Nell'Islam
I musulmani si riferiscono alla Torah chiamandola Tawrāt (in arabo توراة‎?, "Legge"), parola araba a significare le rivelazioni date al profeta islamico Mūsā (in arabo موسى‎?, "Mosè").

## Struttura e contenuti

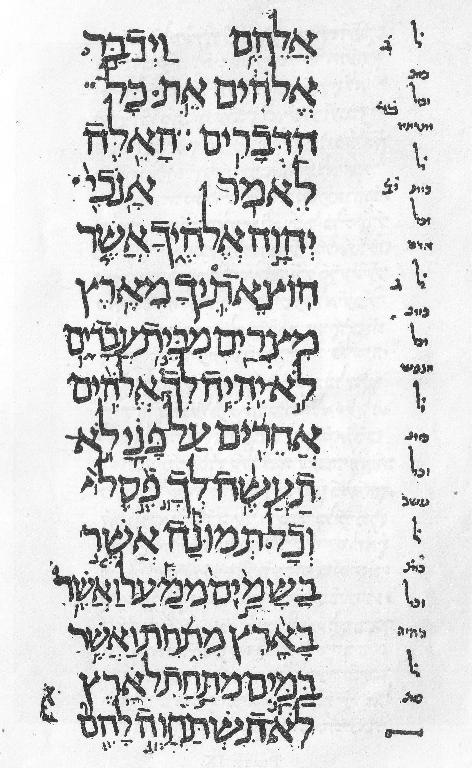
Sezione del Pentateuco in ebraico, British Library Oriental MS. 4.445, contenente la Massorah Magna e Parva. Questo passo contiene Esodo 20:1-5.

La Torah non è un codice legislativo completo e sistematico, ma una base filosofica di tipo generale con un gran numero di leggi specifiche inserite nel racconto della storia sacra del popolo d'Israele a cominciare dalla creazione del mondo. Le leggi sono spesso la reminiscenza di abitudini esistenti nell'Antico Oriente, ma hanno delle importanti variazioni concettuali rispetto a queste ultime. La teologia sottolineata dal libro del Deuteronomio è differente dai precedenti, così talvolta i primi quattro libri della Bibbia sono conosciuti come un'opera maggiormente omogenea detta Tetrateuco (quattro libri). Dal punto di vista storico, invece, il sesto libro della Bibbia, il Giosuè, è la prosecuzione del Deuteronomio, per cui qualche autore ritiene che i primi sei libri della Bibbia costituiscano un'opera letteraria unica, detta Esateuco, è stata proposta anche l'idea dell'Enneateuco, ovvero i 5 libri più i primi 4 libri dei Neviìm (tecnicamente 11 ma solitamente Samuele I-II e Re I-II sono riuniti), accomunati dalla storia d'Israele.
I Samaritani hanno conservato la loro versione della Torah contenente molte piccole varianti, di cui 2000 più vicine alla versione greca dei Septuaginta che al testo masoretico, portando alla conclusione che il testo samaritano si avvicina a versioni che erano comuni in Palestina ma sono state rigettate dai Masoreti.
La forma della Torah è narrativa, dall'inizio quando Dio crea il mondo, attraverso gli inizi del popolo di Israele, la loro scesa in Egitto, fino alla consegna della Torah a Mosè sul Monte Sinai. Termina con la morte di Mosè, appena prima che gli Israeliti arrivino nella Terra Promessa di Canaan. Intervallati nella narrazione sono gli insegnamenti specifici (obblighi religiosi e leggi civili) dati esplicitamente (cioè i Dieci comandamenti) o implicitamente incorporati nella storia (come per esempio Esodo 12,13 e le leggi per la celebrazione della Pesach).
I titoli ebraici della Torah sono presi dalle parole iniziali del primo verso dei rispettivi libri riflettendone i temi essenziali, che sono:
- Genesi (בראשית‎, Bereshit: "In principio...")
- Esodo (שמות‎, Shemot: "Nomi")
- Levitico (ויקרא‎, Vayikra: "Ed egli chiamò...")
- Numeri (במדבר‎, Bamidbar: "Nel deserto..."), e
- Deuteronomio (דברים‎, Devarim: "Parole", o "Discorsi")

### Genesi
Genesi inizia con la cosiddetta "storia primeva" (Genesi 1–11), la storia dell'inizio del mondo e la discendenza da Adamo. A questa segue la storia dei tre patriarchi (Abramo, Isacco e Giacobbe), di Giuseppe (Genesi 12–50) e le quattro matriarche (Sara, Rebekah, Lea e Rachele). Dio promette la terra di Canaan ai patriarchi, ma alla fine di Genesi i figli di Giacobbe l'abbandonano a causa di una carestia locale e vanno in Egitto. Infatti avevano sentito che in Egitto c'era una riserva di grano e la possibilità della sua distribuzione al popolo.

### Esodo
Esodo inizia con la storia della rivelazione divina al popolo d'Israele per mezzo di Mosè, che li conduce fuori dall'Egitto (Esodo 1–18) verso il Monte Sinai. Arrivati là, il popolo accetta un'alleanza con Dio, consentendo di essere il Suo popolo e di obbedire alla Sua Legge. Mosè riceve la Torah da Dio e trasmette le Sue leggi e l'Alleanza agli Israeliti (Esodo 19–24). Esodo tratta inoltre della prima trasgressione dell'alleanza, quando il Vitello d'oro viene eretto per l'adorazione (Esodo 32–34). Esodo include le istruzioni per costruire il Tabernacolo e si conclude con la sua realizzazione (Esodo 25–31;35–40).

### Levitico
Levitico inizia con le istruzioni agli Israeliti su come usare il Tabernacolo, che avevano appena costruito (Levitico 1–10). A queste istruzioni fanno seguito le regole del puro e impuro (Tumah e taharah, Levitico 11–15), che includono le leggi della macellazione (Shechitah) e gli animali che è permesso mangiare (si veda anche: Casherut), il Giorno dell'Espiazione (Levitico 16), e varie leggi morali e rituali a volte chiamate "Codice di Santità" (Levitico 17–26). Levitico 26 fornisce una lista dettagliata di ricompense per chi osserva i comandamenti di Dio e una lista dettagliata delle punizioni per chi le trasgredisce.

### Numeri
Numeri narra di come Israele si consolidi come comunità al Sinai (Numeri 1–9), per poi lasciarlo e dirigersi verso Canaan, facendone ricognizione in quaranta giorni di esplorazione (Numeri 10–13). A causa di mancanza di fede in vari momenti, ma specialmente a Kadesh Barnea (Numeri 14), gli Israeliti sono condannati a vagare per quaranta anni nel deserto presso le vicinanze di Kadesh, invece di poter entrare subito nella Terra Promessa. Anche Mosè pecca e gli viene annunciato che non vivrà abbastanza a lungo "per entrare nel paese" promesso (Numeri 20). Alla fine di Numeri (26–35) Israele si sposta da Kadesh alle pianure di Moab davanti a Gerico, pronti a entrare nella Terra Promessa.

### Deuteronomio
Deuteronomio è una serie di discorsi di Mosè presso le pianure di Moab davanti a Gerico. Mosè proclama la Legge (Deuteronomio 12–26), dà istruzioni in merito al rinnovo dell'alleanza a Sichem (Deuteronomio 27–28) ed enuncia nuove leggi per Israele (il Codice Deuteronomico). Alla fine del libro (Deuteronomio 34) a Mosè viene permesso di vedere la Terra promessa da una montagna, e poi muore. Il testo enfatizza che nessuno sa dove sia sepolto Mosè:
Sapendo che presto sarebbe morto, Mosè nomina Giosuè suo successore, lasciandogli in eredità il manto del comando. Dopo poco Israele inizierà la conquista di Canaan.

## Redazione

Schema dell'"ipotesi documentaria" o "teoria delle quattro fonti" del Tanakh.
'J': tradizione Jahwista
'E': tradizione Elohista
'D': tradizione Deuteronomista
'P': tradizione Codice Sacerdotale
- include la maggior parte del Levitico
† include la maggior parte del Deuteronomio
‡ "Deuteronomic History (Storia deuteronomica)": Giosuè, Giudici, Samuele 1&2, Re 1&2

La tradizione ebraica espressa nel Talmud afferma che la Torah fu scritta da Mosè, con l'eccezione degli ultimi otto versetti del Deuteronomio che descrivono la sua morte e sepoltura. La Mishnah include l'origine divina della Torah come principio essenziale dell'ebraismo. D'altra parte, il consenso accademico moderno sostiene che la Torah sia frutto di molteplici autori e che la sua composizione sia avvenuta nel corso di svariati secoli. La maggioranza dei biblisti reputano che i libri scritti furono un prodotto del periodo esilico babilonese (c. 600 p.e.v.) e che furono completati alla fine del periodo persiano (c. 400 p.e.v.). Tuttavia si deve tenere conto della scoperta nel 2004 di frammenti della Bibbia ebraica a Ketef Hinnom (Gerusalemme) risalenti al VII secolo p.e.v., prima quindi della cattività babilonese: ciò implica che almeno certi elementi della Torah erano presenti prima dell'esilio.
Naturalmente anche l'asserzione del prof. John Riches è un'ipotesi non completamente convalidata da prove documentali concrete e anzi da molti ritenuta non priva di contraddizioni. Negli ultimi decenni, infatti, hanno preso vigore altre ipotesi, fra cui ad esempio quella ugualmente antica che presuppone l'amalgama di frammenti letterari (non "documenti"!) preesistenti da parte di redattori tardivi.

### LaTorahOrale
La tradizione rabbinica sostiene che Mosè venne ad apprendere l'intera Torah mentre visse sul Monte Sinai per 40 giorni e notti, e sia la Torah orale che quella scritta furono trasmesse in parallelo tra loro. Dove la Torah lascia indefiniti parole e concetti, e cita procedure senza darne una spiegazione o istruzioni, il lettore deve cercare i particolari mancanti in fonti supplementari note come legge orale o Torah orale. Alcuni dei comandamenti più importanti della Torah che necessitano di ulteriori spiegazioni sono:
- Tefillin (in ebraico תפילין‎?), detti anche "filatteri": come indicato in Deuteronomio 6:8[67], e in altri punti, i tefillin devono essere indossati sul braccio e sulla testa tra gli occhi. Tuttavia, non vengono forniti dettagli in merito a cosa siano i tefillin o come debbano essere costruiti.
- Casherut (in ebraico כַּשְׁרוּת‎?), letteralmente “adeguatezza”: come indicato in Esodo 23:19[68] e altrove, un capretto non può essere cotto nel latte di sua madre. Oltre a numerosi altri problemi che ostacolano la comprensione di questa legge di natura ambigua, nella Torah non ci sono caratteri di vocalizzazione; essi vengono forniti dalla tradizione orale.[69] Ciò diventa particolarmente importante in questa legge, poiché la parola ebraica di "latte" (חלב) è identica alla parola "grasso animale" quando mancano le vocali. Senza tradizione orale, non si saprebbe se la trasgressione consista nel mischiare la carne col latte oppure col grasso.
- Leggi dello Shabbat (in ebraico שבת‎?), festa del riposo osservata ogni sabato: data la severità della punizione per la violazione dello Shabbat, cioè la pena di morte, ci si aspetterebbe che venisse fornita una direttiva precisa su come dovesse essere osservato un comandamento così essenziale. Tuttavia, la maggior parte delle informazioni riguardo alle regole e tradizioni dello Shabbat sono dettate nel Talmud e in altri libri derivanti dalla legge orale ebraica.[70]

Secondo testi rabbinici classici questa serie parallela di materiali fu trasmessa originariamente a Mosè nel Sinai, e poi da Mosè a Israele. A quel tempo era proibito mettere per iscritto e pubblicare la legge orale, poiché qualsiasi scrittura sarebbe stata incompleta e soggetta a travisamenti e abusi.
Tuttavia, dopo l'esilio, la dispersione e la persecuzione, questa tradizione venne abbandonata quando apparve chiaro che scriverla fosse l'unico modo di conservare la Legge Orale. Dopo molti anni di impegno da parte di un gran numero di Tannaim, la tradizione orale fu messa per iscritto verso l'anno 200 e.v. da Rabbi Judah haNasi, che ne compilò una versione nota col titolo di "Mishnah" (in ebraico משנה‎?). Altre tradizioni orali dello stesso periodo non incluse nella Mishnah, furono registrate come "Baraitot" (insegnamenti esterni) e "Tosefta". Altre tradizioni ancora furono messe per iscritto come "Midrashim".
Dopo continue persecuzioni, ulteriori parti della legge orale vennero messe per iscritto. Molte più lezioni, interpretazioni e tradizioni solo citate brevemente nella Mishnah, divennero migliaia di pagine raccolte in quella che ora si chiama Ghemara. La Ghemara è scritta in aramaico e fu compilata a Babilonia. La Mishnah e la Ghemara insieme sono chiamate Talmud. Anche i rabbini di Israele raccolsero le proprie tradizioni e le redassero in quello che viene chiamato il Talmud gerosolimitano (Yerushalmi). Poiché la maggioranza dei rabbini vivevano a Babilonia, il Talmud babilonese (Bavli) ha la precedenza, nel caso i due si trovino in conflitto.
I movimenti ortodossi e conservatori dell'ebraismo accettano questi testi come base di tutta l'Halakhah (Legge ebraica) successiva e di tutti i codici giuridici ebraici ritenuti normativi. L'ebraismo riformato e quello ricostruzionista negano che questi testi, o persino la stessa Torah, possano essere utilizzati per determinare il diritto normativo (leggi accettate come vincolanti), ma li accettano come autentici e unici per comprendere la Torah ed il suo sviluppo nel corso della storia. L'Ebraismo umanista sostiene che la Torah sia un testo storico, politico e sociologico, ma non crede che ogni parola della Torah sia vera, o anche moralmente corretta. L'ebraismo umanista mette spesso in discussione la Torah e può scegliere di esserne in disaccordo, ritenendo che l'intera esperienza ebraica, non solo la Torah, dovrebbe essere la fonte ebraica di comportamento e di etica.

## Traduzioni

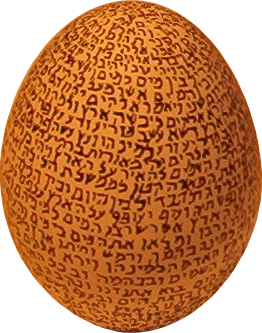
Il primo capitolo di Bereshit (Genesi) scritto su un uovo, Museo di Gerusalemme

### Aramaico
Il Libro di Esdra fa riferimento a traduzioni e commentari del testo ebraico in aramaico, la lingua più comunemente diffusa in quel tempo. Tali traduzioni sembra risalgano al VI secolo prima dell'era volgare. Il termine aramaico per traduzione è Targum. L`Encyclopaedia Judaica riporta quanto segue:
(Encyclopaedia Judaica, s.v. "Torah, Reading of")
Tuttavia non esiste indicazione che queste traduzioni fossero messe per iscritto così presto. Si suppone comunque che il Targum fosse trascritto in un periodo alquanto antico, ma solo per uso privato:
(Encyclopaedia Judaica, s.v. "Bible: Translations")

### Greco
Una delle prime traduzioni conosciute dei primi cinque libri di Mosè dall'ebraico al greco fu la Septuaginta. Questa è una versione in koinè della Bibbia ebraica (Tanakh) che fu usata da chi parlava greco. L'appellativo proviene dal latino: septem significa sette, e -gintā significa "per dieci". Fu chiamata così per il numero dei suoi traduttori, che furono appunto settanta, Septuaginta. Questa versione greca delle Scritture ebraiche risale al III secolo a.C. ed è associata originariamente al giudaismo ellenistico. Contiene sia una traduzione dell'ebraico sia materiale variante.
Ulteriori traduzioni in greco includono sette e più versioni, la più conosciuta delle quali è forse quella del Targum di Onkelos il Proselita, che è ancora usata come strumento per gli studi della Torah e citata ampiamente da Rashi in dibattiti di etimologia. Le altre sopravvivono in frammenti, tra cui quelli di Aquila di Sinope, di Simmaco l'Ebionita e di Teodozione.

### Latino

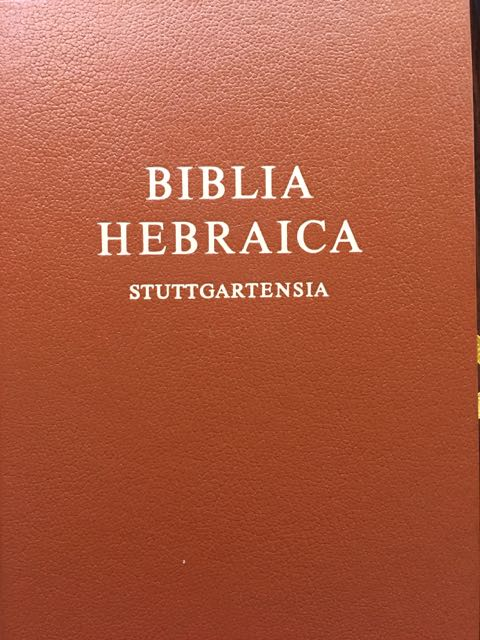
Copertina della Biblia Hebraica Stuttgartensia.

Le prime traduzioni in lingua latina — la versione Vetus latina — furono conversioni specifiche di parti della Septuaginta. Con Sofronio Eusebio Girolamo nel IV secolo arrivò la traduzione latina della Bibbia ebraica, la Vulgata.

### Arabo
A partire dall'VIII secolo, la lingua culturale degli ebrei che vivevano sotto il dominio islamico divenne l'arabo invece che l'aramaico. "Verso quel tempo, sia gli studiosi religiosi sia i laici iniziarono a produrre traduzioni della Bibbia in giudeo-arabo usando l'alfabeto ebraico." In seguito, nel X secolo, la versione standard della Bibbia venne tradotta in giudeo-arabo, la più conosciuta essendo quella di Saadya Gaon, che continua ad essere usata a tutt'oggi, "in particolare dagli ebrei yemeniti."

### Lingue moderne

#### Traduzioni ebraiche
La Torah è stata tradotta da biblisti ebrei nella maggior parte delle lingue europee, incluso l'inglese, tedesco, russo, francese, spagnolo e portoghese, e altre. La traduzione tedesca più conosciuta fu prodotta da Samson Raphael Hirsch. In italiano, Samuel David Luzzatto (e continuatori) tradusse in volgare e pubblicò negli anni 1868-1875 La Sacra Bibbia, per i tipi di Minelli, Rovigo, in 4 volumi.

#### Traduzioni cristiane
Quale parte del canone biblico cristiano, la Torah è stata tradotta in centinaia di lingue.

## Torah ed ebraismo

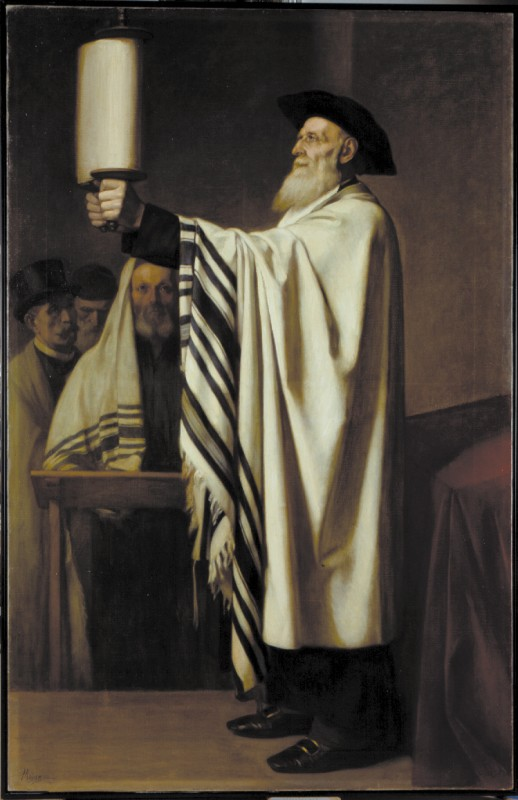
Presentazione della Torah - Musée d'Art et d'Histoire du Judaïsme (Parigi, 1860)

### Esegesi ebraica
La Torah è il documento primario dell'ebraismo ed è la sorgente delle 613 Mitzvot (613 precetti) e della maggior parte della sua struttura etica. Secondo la tradizione questi libri furono dati a Mosè da Dio sul monte Sinai, il dettato include sia le citazioni sia ogni parola contenuta nel testo, anche frasi del tipo Dio parlò a Mosè...
I rabbini considerano che le parole della Torah non forniscono solo un messaggio divino esplicito ma sono anche portatrici di un messaggio intrinseco che si estende oltre il loro significato. Infatti sostengono che anche il più piccolo segno della lettera ebraica è stato messo là da Dio come insegnamento. A monito di questo viene posta una yod nella frase: Io sono il Signore tuo Dio e in quella spesso ripetuta: E Dio disse a Mosè poiché la yod è il più piccolo segno indipendente dell'alfabeto ebraico.
Anche rabbi Akiva, che morì nell'anno 135, disse che aveva imparato una nuova legge da ogni et della Torah (Talmud, trattato Pesachium 22b); la parola et non ha alcun significato da sola, serve soltanto a segnalare il caso accusativo. Cioè per concludere che, secondo la tradizione ebraica ortodossa, anche la frase E Dio disse a Mosè è tanto importante quanto lo è quello che Dio ha detto a Mosè.
Un'interpretazione della Cabala consiste nel vedere la Torah costituita come il lungo nome di Dio che si è spezzato in più parole per permettere alle menti umane di comprenderlo, ma non è l'unico modo in cui può essere spezzato: secondo gli ebrei ortodossi le lettere e i suoni della Torah possono dare origine a significati differenti se spostati.

#### Legge biblica

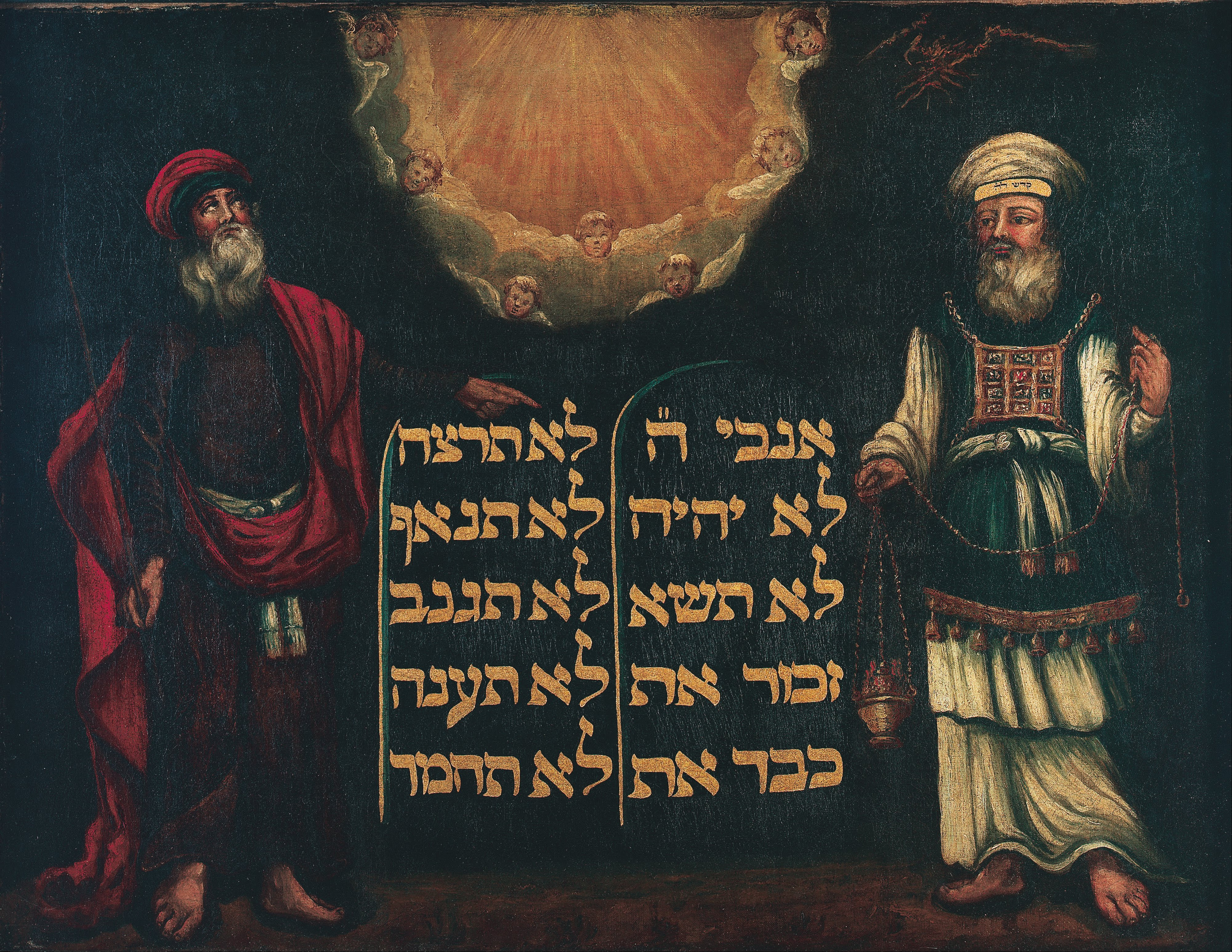
Mosè e Aronne con le Tavole della Legge (1692), Museo Ebraico di Londra

La Torah contiene narrazioni, esposizioni di legge, e istruzioni di etica. Collettivamente queste leggi, di solito chiamate legge biblica o comandamenti, sono a volte indicate con l'appellativo Legge di Mosè (Torat Moshe in ebraico תּוֹרַת־מֹשֶׁה‎?), Legge mosaica, o Legge sinaitica. Nello specifico:
- 613 Mitzvot, i 613 comandamenti contenuti nella Torah
- Mitzvah, comandamento divino, atto di bontà, buona azione
- Regole per i proseliti
- Sette leggi di Noè, serie d'imperativi morali applicabili a tutte le nazioni, inclusi i non-ebrei (obbedienza al Noachismo assicura un posto nel Mondo a venire)
- I dieci comandamenti

### Letteratura rabbinica
1. Zugot
2. Tannaim
3. Amoraim
4. Savoraim
5. Gaonim
6. Rishonim
7. Acharonim

Gli scritti rabbinici offrono varie idee di quando venne composta la Torah. La rivelazione a Mosè sul Monte Sinai è considerata dalla maggioranza come l'evento rivelatore. Secondo la datazione del testo da parte di rabbini ortodossi, ciò avvenne nell'anno 1312 p.e.v.; un'altra data fornita per questo evento è l'anno 1280 p.e.v. La Torah è il secondo testo religioso più antico del mondo, dopo i Veda.
Il Talmud (Gittin 60a) presenta due opinioni riguardo a quando la Torah fu scritta da Mosè. Un'opinione sostiene che venne scritta da Mosè gradualmente nel corso di molti anni, mentre gli veniva dettata, e la finì quando stava per morire, e l'altra opinione afferma che Mosè scrisse la Torah nella sua interezza in un unico periodo prima della morte, basandosi su quello che gli era stato dettato nel corso degli anni.
Il Talmud (Menachot 30a) dice che gli ultimi otto versetti della Torah che descrivono la morte e sepoltura di Mosè non potevano essere stati scritti da Mosè stesso, altrimenti sarebbero stati una falsità, ma furono scritti dopo la sua morte da Giosuè. Abraham ibn ‛Ezra e Joseph Bonfils (XI secolo) osservano che le frasi di quei versetti presentano delle informazioni che la gente poteva conoscere solo dopo il tempo di Mosè. Ibn Ezra allude, e Bonfils afferma esplicitamente, che Giosuè scrisse quei versetti molti anni dopo la morte di Mosè. Altri commentatori non accettano questa posizione e sostengono che, sebbene Mosè non potesse aver scritto quegli otto versetti, tuttavia gli furono dettati e Giosuè li trascrisse in base a istruzioni lasciate da Mosè stesso, e che la Torah spesso descrive eventi futuri, alcuni dei quali devono ancora avvenire.
Il Talmud (Trattato Sabbath 115b) afferma inoltre che una particolare sezione del Libro dei Numeri (10:35–36, circoscritta da lettere ebraiche nun invertite) in effetti forma un libro separato. Al riguardo di questo versetto un midrash del libro Mishle (ital. Libro dei Proverbi) afferma che "Questi due versetti provengono da un libro indipendente che esisteva, ma fu soppresso!" Un altro midrash (forse antecedente), Ta`ame Haserot Viyterot, riporta che questa sezione in verità proviene dal libro della profezia di Eldad e Medad. Il Talmud dichiara che Dio dettò quattro libri della Torah, ma Mosè scrisse il Deuteronomio per conto suo, con sue parole (Talmud babilonese, Megillà 31b).
Tutte le interpretazioni rabbiniche classiche sostengono che la Torah fu interamente o quasi interamente mosaica e di origine divina.

### Uso liturgico

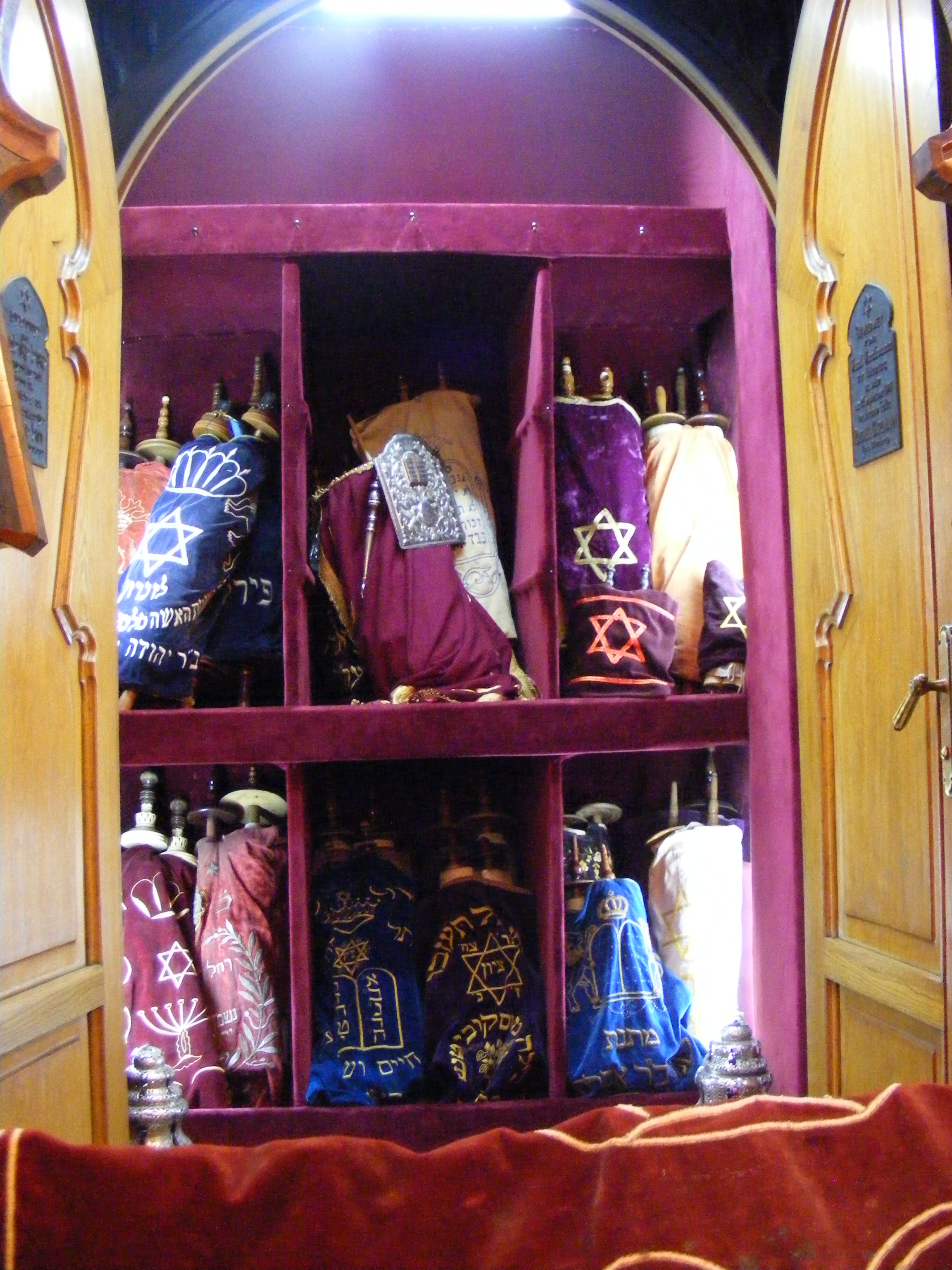
Rotoli della Torah in una sinagoga aschenazita (Istanbul, Turchia). I rotoli di pergamena sono qui ricoperti da involucri di stoffa decorati.

Nella liturgia ebraica una porzione della Torah (Parashah) è letta pubblicamente almeno una volta ogni tre giorni, con l'intonazione prescritta dalla Halakhah (Legge ebraica), in presenza di una congregazione. I sommi sacerdoti in passato o le altre persone che la leggono devono pronunciare molto lentamente, e chiaramente, le parole perché scritte in una sorta di "ebraico antico" e inoltre, le sacre scritture non vengono considerate tali se lette con pronuncia errata. Tale lettura biblica pubblica è una delle basi fondamentali della vita ebraica comunitaria, essendo lo studio della Torah, come compendio di istruzioni divine date all'ebreo, uno dei principali precetti dell'ebraismo.
La lettura della Torah (in ebraico קריאת התורה‎?, K'riat HaTorah - "Lettura [de]lla Torah") è un rituale religioso ebraico che richiede la lettura pubblica di una serie di passi da un rotolo della Torah (Sefer Torah). Il termine si riferisce spesso all'intera cerimonia di asportare il rotolo dall'Aron (Armadio sacro), intonando il brano appropriato con una cantillazione speciale, per poi riportare il rotolo nel suo armadio. È una funzione differente dallo studio accademico della Torah stessa e non bisogna confondere le due osservanze. La congregazione usualmente sta in piedi quando la Torah viene trasportata fuori dall'Aron per essere letta, quando viene elevata e anche quando viene riportata all'Aron, ma ci si siede durante la lettura stessa.
La regolare lettura pubblica della Torah fu introdotta da Esdra lo Scriba dopo il ritorno del popolo ebraico dalla cattività babilonese (circa 537 p.e.v.), come descritto nel Libro di Neemia. Nell'era moderna, gli aderenti all'ebraismo ortodosso svolgono la lettura della Torah secondo una procedura fissa che affermano sia rimasta invariata per duemila anni, dalla distruzione del Tempio (anno 70). Nei secoli XIX e XX, nuovi movimenti quali l'Ebraismo riformato e l'Ebraismo conservatore hanno fatto modifiche alla pratica della lettura biblica, ma il modello di base di solito è rimasto uguale.
È consuetudine completare la lettura della Torah ogni anno e per questo scopo essa è stata suddivisa in 54 parashoth (plurale di parashah, ossia "porzione"), quanti sono i sabati negli anni lunghi (di 13 mesi lunari). Negli anni di 12 mesi lunari, in alcuni sabati si legge una doppia parashah. Le parashoth prendono il nome dalla prima o da una delle prime parole con cui hanno inizio, che ne riassumono il messaggio principale. Nei pomeriggi del sabato, e nelle mattine del lunedì e giovedì, si legge l'inizio della porzione del sabato successivo. Durante le festività ebraiche, agli inizi di ogni mese e nei giorni di digiuno, si leggono sezioni speciali collegate con tali giorni.
Gli ebrei osservano una festività annuale, Simchat Torah, per celebrare il completamento e il nuovo inizio del ciclo annuale di letture.
Tradizionalmente, le parole della Torah vengono scritte in ebraico su un rotolo di pergamena da un sofer (scriba). Inoltre bisogna specificare che la Torah va letta da destra verso sinistra, girando con la manopola sinistra il rotolo. I rotoli della Torah vengono spesso rivestiti da una fascia, o copertura speciale, da vari ornamenti e da una Keter (corona), sebbene tali usanze varino a seconda delle sinagoghe.

### Significato divino delle lettere e misticismo ebraico

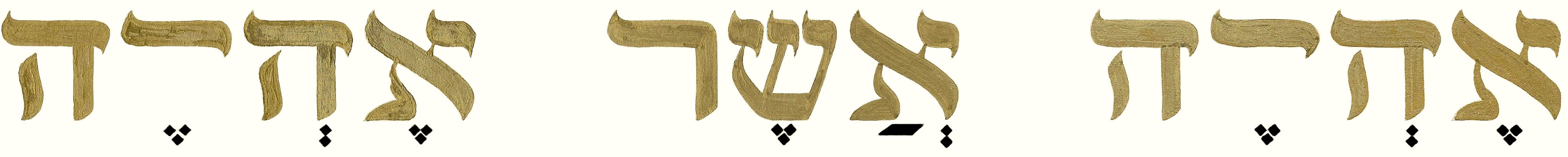
Trascrizione di frase biblica in lingua ebraica artistica, da Esodo 3:14

I cabalisti sostengono che non solo le parole della Torah contengano un messaggio divino, ma indichino anche un messaggio più importante che si estende ben oltre le sole parole. Pertanto affermano che anche soltanto un semplice segno come il kotzo shel yod (קוצו של יוד), il serif della lettera ebraica yod (י), la lettera più piccola, o marcature decorative, o parole ripetute, furono trasmesse da Dio per insegnare molteplici lezioni. Ciò indipendentemente dal fatto che lo yod appaia nella frase "Io sono il Signore, tuo Dio" (in ebraico אָנֹכִי יְהוָה אֱלֹהֶיךָ‎?, Esodo 20:2) o che appaia in "Dio parlò quindi a Mosè e gli disse" (in ebraico וַיְדַבֵּר אֱלֹהִים, אֶל-מֹשֶׁה; וַיֹּאמֶר אֵלָיו, אֲנִי יְהוָה.‎? Esodo 6:2). In modo simile, Rabbi Akiva (ca. 50 – 135), si dice che abbia appreso una nuova legge per ogni et (את) della Torah (Talmud, Trattato Pesachim 22b); la parola et è di per se stessa senza significato e serve solo a marcare il complemento oggetto diretto. In altre parole, è convinzione dell'ebraismo ortodosso che anche un testo apparentemente contestuale come "Dio parlò quindi a Mosè e gli disse..." non sia meno importante del pronunciamento stesso.
Un'interpretazione cabalistica asserisce che la Torah costituisca il nome esteso di Dio e che fu suddiviso in parole cosicché la mente umana potesse comprenderlo. Mentre questo è efficace in quanto si accorda con la ragione umana, non è l'unico modo in cui il testo può essere suddiviso.

## In altre religioni
Mentre il cristianesimo include i cinque libri di Mosè (Pentateuco) tra i testi sacri del suo Antico Testamento, l'islam afferma che solo la Torah originale fu mandata da Dio. In nessuna delle due religioni la Torah conserva l'importanza legale religiosa che ha nell'ebraismo ortodosso.
Nei primi centri del cristianesimo la Septuaginta veniva usata da chi parlava il greco, mentre i Targum aramaici erano usati da chi parlava aramaico, come per esempio nella chiesa ortodossa siriaca. La Septuaginta era considerata la forma standard dell'Antico Testamento dalla prima chiesa cristiana greca ed è correntemente considerata canonica dalla chiesa ortodossa orientale. Sebbene le varie confessioni cristiane abbiano versioni dell'Antico Testamento leggermente differenti nelle rispettive Bibbie, la Torah come Pentateuco (o "Legge mosaica") è comune a tutte.
Il Quran fa molti riferimenti a Mosè (Musa) per confermare la verità della sua esistenza e le direttive date da Dio ai Figli di Israele. Secondo il Quran, Allah dice: "Ha fatto scendere su di te il Libro (Quran) con la verità, a conferma di ciò che era prima di esso. E fece scendere la Torâh e l'Ingîl (Vangelo)" (Sura III.3).
I musulmani chiamano la Torah Tawrat (o Tōrāh) e la considerano parola di Dio data a Mosè. Tuttavia credono anche che questa rivelazione originale sia stata corrotta (tahrif - in arabo تحريف‎?, "distorsione, alterazione") (o semplicemente alterata dal passar del tempo e dalla fallibilità umana) nel tempo dagli scribi ebrei e non sono quindi molto devoti alla "versione ebraica" della Torah (cfr. Sura VII.144). La Torah viene comunque sempre citata nel Corano con rispetto e la fede islamica nella Torah, come anche nell'elezione profetica di Mosè, è uno dei sei articoli di fede dell'islam.

## Produzione e uso del rotolo della Torah

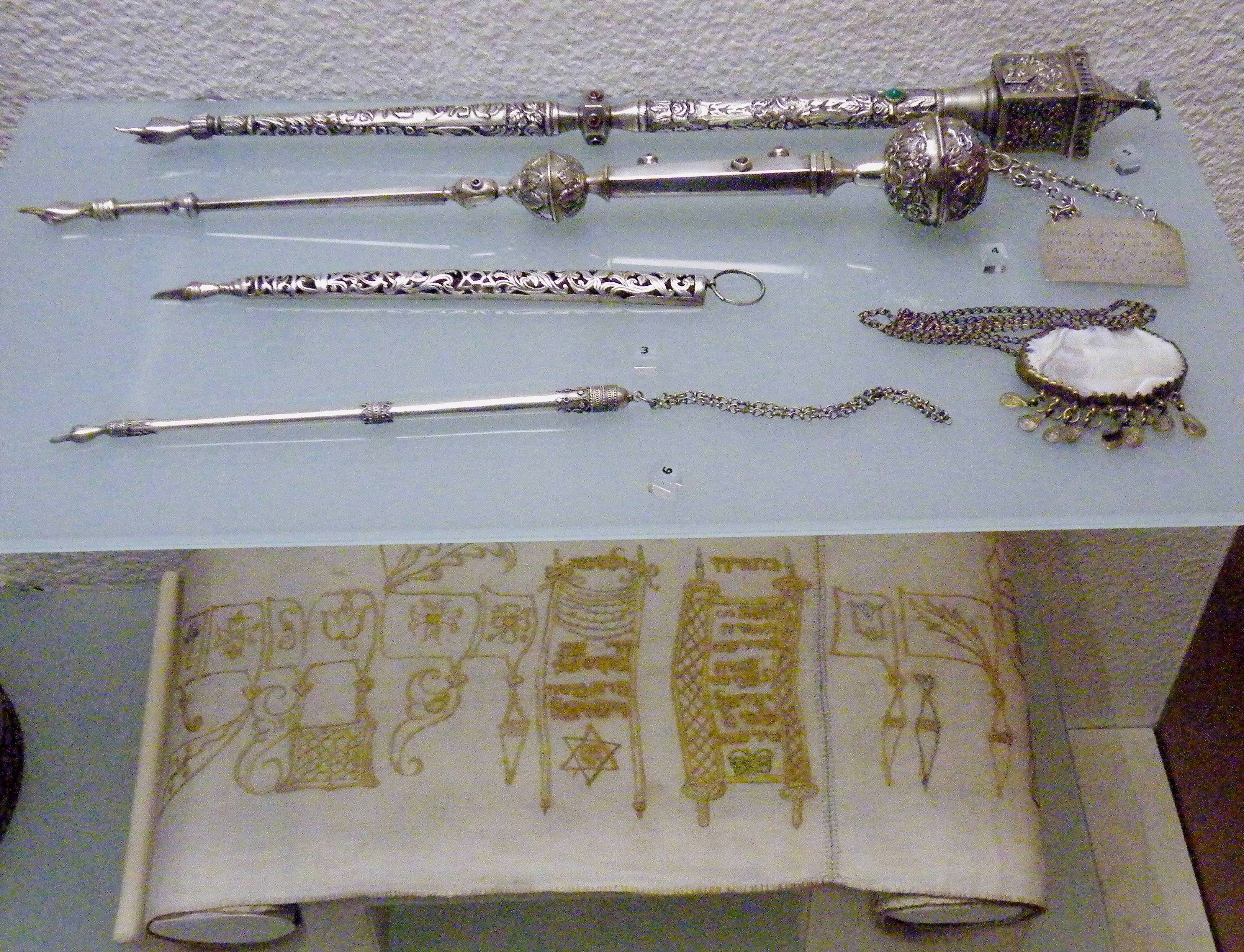
Puntatori di pagina (yad) per leggere la Torah

I rotoli della Torah manoscritti sono tuttora usati e copiati da scribi (soferim) per fini rituali (cioè, servizi religiosi); il rotolo stesso è chiamato sefer torah ("Libro [della] Torah"; plurale: sifrei torah). I testi sono scritti usando una metodologia particolare, laboriosa e minuziosa, da parte di scribi altamente qualificati. Questo sistema, secondo il biblista B. Barry Levy, ha prodotto "la supposizione popolare che durante l'epoca rabbinica non siano mai stati apportati cambiamenti alla Bibbia." Tuttavia, continua Levy, "questo semplicemente non concorda coi fatti." Si crede che ogni parola, o segno, abbia un significato divino, e che assolutamente nessuna parte possa essere cambiata inavvertitamente, per timore che faccia cadere in errore. La fedeltà del testo ebraico del Tanakh, e della Torah in particolare, è considerata di suprema importanza, fino all'ultima lettera: traduzioni o trascrizioni sono malviste nell'uso formale delle funzioni religiose, e la trascrizione viene eseguita con massima cura. Un errore di una sola lettera, ornamento, o simbolo delle 304.805 lettere stilizzate che compongono il testo ebraico della Torah, rende un rotolo inadatto, è necessaria quindi una competenza speciale e una pergamena richiede molto tempo per essere scritta e controllata.
Secondo la legge ebraica, un sefer torah è una copia del testo formale ebraico scritta a mano su gevil o qlaf (forme di pergamena) usando una penna d'oca (o altro utensile permesso) bagnato d'inchiostro. Scritta interamente in lingua ebraica, un sefer torah contiene 304.805 lettere, tutte duplicate precisamente da un sofer, impegno che può richiedere circa un anno e mezzo. La maggior parte dei sifrei torah sono scritti con un testo di quarantadue righe a colonna (gli ebrei yemeniti ne usano cinquanta), e vengono osservate regole molto rigorose circa la posizione e configurazione delle lettere ebraiche. Diversi caratteri ebraici possono essere utilizzati, la maggior parte dei quali sono alquanto ornati e impegnativi.
Il completamento di un sefer torah viene festeggiato con grandi celebrazioni, ed è una mitzvah per ogni ebreo scrivere, o far scrivere per proprio conto, un Sefer Torah. I rotoli della Torah sono custoditi nella parte più sacra della sinagoga, nell'Armadio Sacro noto come "Arca Santa", Aron haQodesh (in ebraico אֲרוֹן הקֹדשׁ‎?: aron in ebraico significa "armadio" o "ricettacolo", e kodesh deriva da kadosh = "santo").

### Altri riferimenti
(EN, HE, IT) 
- AA.VV., Torah: Il testo sacro dell'ebraismo, Invictus Editore, 2015
- Alcalay, Reuben, The Complete Hebrew – English dictionary, vol. 2, Hemed Books, New York, 1996
- Bartolini Elena Lea, e Di Sante Carmine, Ai piedi del Sinai: Israele e la voce della Torah, Dehoniane, 2015
- Borgonovo, Gianantonio, Torah e storiografie dell'Antico Testamento, Elledici, 2012
- DeSilva, David Arthur, An Introduction to the New Testament: Contexts, Methods & Ministry, InterVarsity Press, 2004
- Friedman, Richard Elliott, Who Wrote the Bible?, HarperSanFrancisco, 1997
- Heschel, Abraham Joshua, Tucker, Gordon & Levin, Leonard, Heavenly Torah: As Refracted Through the Generations, London, Continuum International Publishing Group, 2005
- Kantor, Mattis, The Jewish time line encyclopedia: A year-by-year history from Creation to the present, Jason Aronson Inc., Londra, 1992
- Peli Pinchas, H., La torah oggi, trad. E. Roncoroni Rosetti, Marietti, 2000
- Scherman, Nosson, (cur.), Tanakh, Vol. I, "The Torah", (ediz. Stone), Mesorah Publications, New York, 2001
- Testi in ebraico a Hebrewbooks: "Classical Hebrew Books"
- Wellhausen, Julius, Prolegomena to the History of Israel, Scholars Press, 1994 (rist. ed. 1885)
- Wheeler, Brannon M., Moses in the Quran and Islamic Exegesis, Routledge, 2002